# Кенаса (Луцьк)
Луцька кенаса — кенаса (караїмський храм), яка існувала в Луцьку до пожежі 1972 року. Вважалася найстарішою в Україні.
Оригінальної архітектури храм був центром усього караїмського життя Волині. В ньому знаходився архів із давніми документами про життя волинських караїмів. Храм розташовувався у караїмському районі міста неподалік головної синагоги.

## Дослідники про кенасу
Караїмська кенаса в Луцьку приваблювала дослідників упродовж останніх 200 років. На початку XIX століття архітектуру храму і службу в ній описав шотландський теолог Ебенезер Гендерсон в книзі «Біблійні дослідження і подорожі в Росії». Він розповів про вигляд кенаси та детально описав службу. Опис кенаси та її креслення виконав польський етнограф Юзеф Смолінський у 1908 році. Він же зробив кілька фотографій всередині і зовні. У 1933 році про кенасу писав член луцької караїмської громади Олександр Мардкович.
Звертали увагу на кенасу автори різних туристичних путівників та подібних видань. Наприклад, Мечислав Орлович та Якуб Гофман кожен у своєму путівнику. Про звичаї та окремі випадки з історії, а також різноманітні фотографії кенаси друкували в газетах і часописах.
У радянський час у різних виданнях про кенасу писали як про одну із пам'яток історії та архітектури в Луцьку. Переважно це енциклопедії, буклети та туристичні брошури. Про кенасу згадували і єврейські видання, зокрема «Сейфер Луцьк». Трохи більше інформації про натурні дослідження кенаси подали Богдан Колосок та Ростислав Метельницький у співавторстві архітектурно-історичного нарису. Цілий ряд авторів писав на караїмську тематику за часів незалежності. Проте ці праці висвітлювали одну із сторін життя громади.
Суттєво більшою є група авторів, які писали про караїмів у Луцьку загалом, аніж лише про кенасу. В цьому напрямі відомі багато дослідників від початку XIX століття — Тадеуш Чацький, Мордехай Султанський, Ананій Зайончковський, Меїр Балабан, М. Почобут та багато інших.
Підсумував усі ці праці, а також використав невідомі, або маловідомі раніше джерела дослідник Володимир Шабаровський у праці «Караїми на Волині».

## Історія

### Перші згадки про кенасу в Луцьку

Кенаса до Першої світової

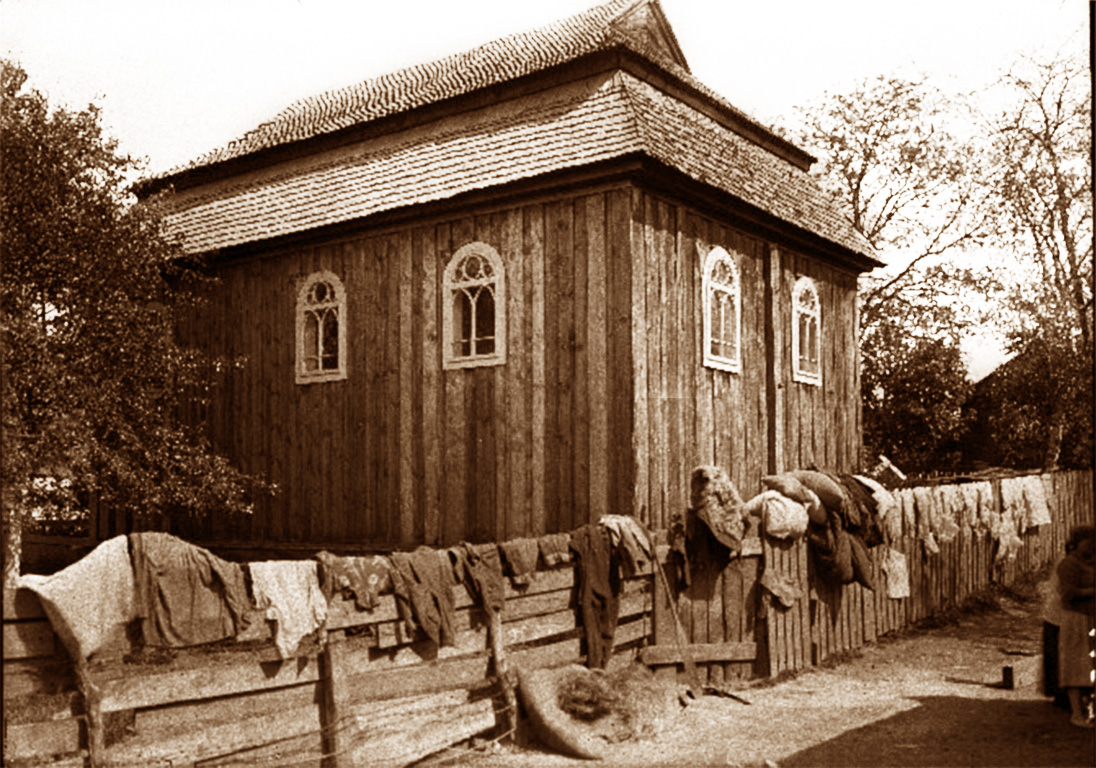
Сушіння одягу луцьких караїмів на паркані перед кенасою

Згідно з листом від 22 грудня 1506 року короля Польського королівства Сигізмунда I до луцького старости Федора Янушевича, караїмська кенаса в місті вже існувала. Наступна згадка датується 1633 роком, коли король Владислав IV видав привілей, який підтверджував право караїмів міста утримувати кенасу.
За даними доктора Мєчислава Орловича, кенасу збудували у XVIII столітті. Будівництво відбулося до 1781 року, коли кенаса постраждала від пожежі. Під час пожежі знищилось багато коштовностей та документів. Немає свідчень, чи згорів храм повністю, або відновлений після пожежі.

### XIX століття і грабунки в Першу світову
Більш імовірно можна стверджувати, що з кенасою щось відбулося у 1814 році. Дехто вважає, що цього року церква зазнала пожежі і була відновлена. Про подію за цією датою свідчив і напис, який містився всередині храму. Під стелею було написано «…вана в 1814 — поновлена в році 1926». Щонайменше, з цієї дати кенаса точно існувала, проте немає підстав стверджувати, що дані XVIII століття стосуються якоїсь іншої кенаси. Зрештою, дослідники так і не прийшли до остаточної дати будівництва.
В історичній літературі події навколо кенаси можна простежити завдяки різним дослідникам, які бували в Луцьку і описували святиню, або завдяки описам самих членів луцької караїмської громади. Автори писали про звичаї, описували службу, чи архітектурний образ кенаси. У 1908 році етнограф Смолінський зробив фотографії всередині храму, а також виконав деякі креслення. Імовірно, його світлини є першими фотографічними зображеннями кенаси. На них — інтер'єр приміщення, службові речі, газан під час служби, сувої Тори, гехал.
Під час Першої світової війни, а саме протягом 1915–1916 років, Луцьк зайнятий військами Армії Австро-Угорської імперії. Кенаса пошкоджена і розграбована.
| | \| Австрійці під час свого перебування в Луцьку забрали з кенаси все, що мало хоч якусь цінність. Забрано старовинні свічники ґданської роботи, люстри з бронзи і кришталю. Зникли також цінні тканини, гаптовані золотом, які вивішували на свята на стіни поряд з вівтарем. Вкрадені навіть різьблені колони та вівтарна частина. Пограбовано святиню дощенту. Що зла людська воля не вчинила, доконала рука часу. Через гнилий дірявий дах і вибиті вікна всередину потрапляла вода, яка руйнувала святиню зсередини. \| |
| — Писав Олександр Мардкович про руйнування Першої світової. | |
| Австрійці під час свого перебування в Луцьку забрали з кенаси все, що мало хоч якусь цінність. Забрано старовинні свічники ґданської роботи, люстри з бронзи і кришталю. Зникли також цінні тканини, гаптовані золотом, які вивішували на свята на стіни поряд з вівтарем. Вкрадені навіть різьблені колони та вівтарна частина. Пограбовано святиню дощенту. Що зла людська воля не вчинила, доконала рука часу. Через гнилий дірявий дах і вибиті вікна всередину потрапляла вода, яка руйнувала святиню зсередини. | |

Схожі дані навів і доктор Мєчислав Орлович у «Путівнику по Волині». Він писав, що в 1915 році багато пам'яток святині пограбували угорці і євреї-талмудисти. Залишилося трохи книг на пергаменті, пояси і тканини.

### Відбудова міжвоєнного періоду

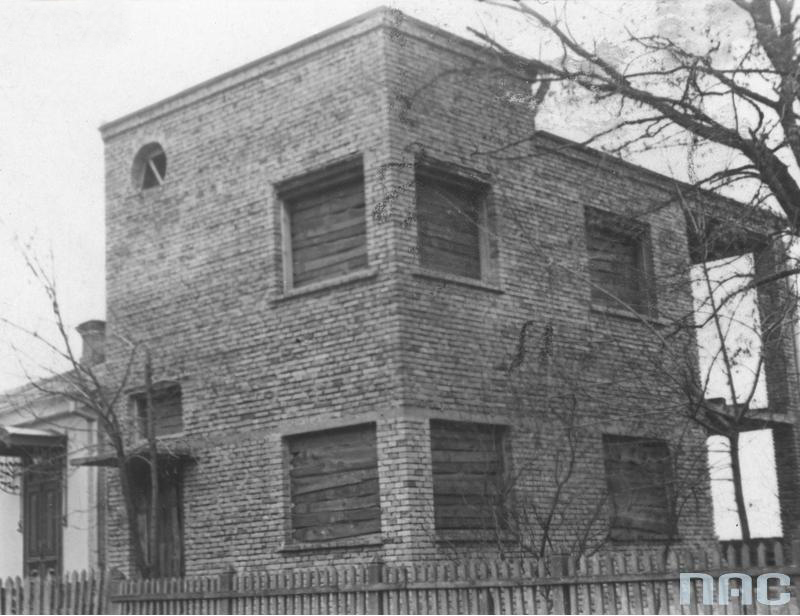
Будинок громади, 1930-ті

Після війни Луцьк став центром Волинського воєводства Другої Речі Посполитої. Це дало можливість відродитися караїмській громаді. Одразу ж постало питання про відновлення кенаси. У 1922 році галицький караїм Леон Ешвович створив проект відбудови. Проте це не було можливим через те, що Відділ культури і мистецтва Волинського воєводства мав намір оголосити святиню пам'яткою. Це означало заборону на самовільний ремонт. Поки йшла переписка між громадою караїмів та відділом воєводської адміністрації, караїми все ж відбудували кенасу.
Трохи згодом караїмська громада міста отримала дотацію у розмірі 1,6 мільйона марок від Повітового Бюро Відбудови. Але цього недостатньо і в 1925 році треба ще 4 тисячі злотих на завершення відбудови. Знайшли лише 500 — гроші виділило Міністерство віросповідань та народної освіти.
Зрештою, у 1929 році відбудова кенаси майже повністю завершена. У загальному образі кенаси мало що змінилося за винятком того, що замість круглих вікон поставили вікна з півциркульним завершенням. На думку публіциста Якуба Гофмана, такі вікна перестали гармоніювати з іншими архітектурними елементами будівлі.
Примітною подією життя караїмської громади міста міжвоєнного періоду став візит президента Польщі Ігнація Мосцицького. У червні 1929 року він відвідав місто, зокрема церкви різних віросповідань. Зустрічався і з караїмами. Відвідав президент і саму кенасу.
У тридцятих роках постала потреба для окремого будинку ґміни. Запроектований він у функціоналістичному стилі і мав постати десь біля кенаси. Після судових тяганин і зборів грошей (частину грошей отримали від здачі приміщення, яке розташовувалося біля нового цвинтаря, а частину зібрали з членів ґміни) десь у 1939 році будинок завершили. Знаходилось помешкання газана, бюро метрик, зала для школи та зібрань.

### Знищення
Зважаючи на те, що під час Другої світової майже усі луцькі караїми змушені виїхати з міста, кенаса залишилася напризволяще. Наприкінці шістдесятих років її стали використовувати як склад паперу Волинської обласної друкарні. Так простояла аж до 1972 року, коли зникла у пожежі. Причини пожежі за офіційними документами залишилися не встановленими.
Будинок, зведений у тридцятих роках для потреб громади, зберігся.

## Служба в кенасі

Авраам Фіркович у кенасі в 1908 році

На службі в кенасі побував шотландський священик Гендерсон у 1821 році, який описав процес. Служба тривала більше двох годин. Віряни у процесі брали більшу участь, ніж газан, який час від часу падав на коліна і схиляв обличчя додолу. Спочатку відбувалося читання уривків з Книги Псалмів та Книг пророків. Далі — підготовка до винесення Тори. Вона складалася з дуже ревних молитов.
|                                                                                                 | \| «Слухай, Ізраїлю: Господь, Бог наш - Господь один», - повторювали вони з особливою урочистістю. \| |
| — Цитував Ебенезер Гендерсон караїмів.                                                          | |
| «Слухай, Ізраїлю: Господь, Бог наш - Господь один», - повторювали вони з особливою урочистістю. | |

Тоді виносили Тору і клали на стіл. Караїми проштовхувалися, щоб поцілувати її. Потім троє хлопців її несли до жінок, щоб ті також цілували і підносили до очей. Згодом левит читав уривки з Тори, потім це робили віряни по черзі. Служба завершувалася виконанням довгого гімну. Вкінці — кілька хвилин мовчазних молитов. Після цього караїми виходили з кенаси, взувалися і йшли.
Для кенаси розробляли спеціальний план із вказуванням місця, де хто має стояти. Олександр Мардкович вказує на документ з таким планом 1766 року.
| | \| Був час, коли в бабинці у дні свята було повно і шумно як у вулику. Тут караїмки, що прийшли з міста і сорока сіл, збиралися разом розповісти одна одній новини, тут починалися суперечки і закінчувалися колишні сварки. Тут йшла війна за місце, кому де стояти. Тітонька Ганна не хотіла стояти біля тітоньки Сіони, якої не любила. Дружині багатого Мойся не подобалося стояти за біднішими від неї жінками. \| |
| — Зі статті Олександра Мардковича «До пам'яті бабинця» (переклад з караїмської В. Шабаровського) . | |
| Був час, коли в бабинці у дні свята було повно і шумно як у вулику. Тут караїмки, що прийшли з міста і сорока сіл, збиралися разом розповісти одна одній новини, тут починалися суперечки і закінчувалися колишні сварки. Тут йшла війна за місце, кому де стояти. Тітонька Ганна не хотіла стояти біля тітоньки Сіони, якої не любила. Дружині багатого Мойся не подобалося стояти за біднішими від неї жінками. | |

## Опис і архітектура кенаси

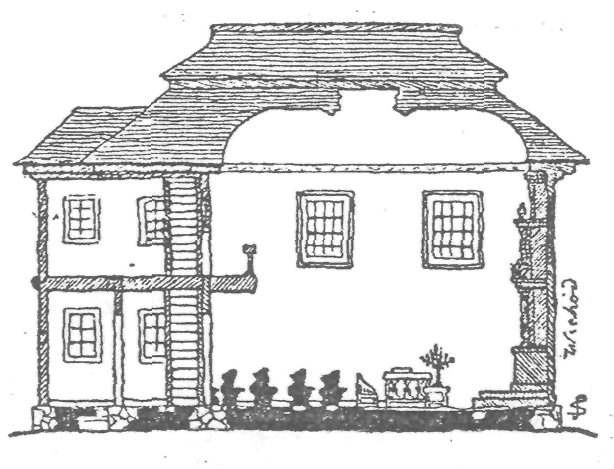
Кенаса в розрізі

Важливо, що архітектура храму практично не змінювалася від часу перших описів до моменту знищення. Це дерев'яна споруда із ґонтовим чотирисхилим дахом зі зламом. На західному і східному фасадах знаходилося по 3 вікна. Спочатку вони прямокутні, а в останні десятиліття існування кенаси — з напівциркульним завершенням і круглими віконницями. Прибудований з півночі ґанок оздоблений наскрізним різьбленням на дошці.
Розмір кенаси в плані без ґанку — 11,3х7,25 метра, висота до гребеня даху — 8,75 м. Внутрішній простір ділився на три об'єми. Біля входу вузький нартекс зі сходами, які вели наверх на хори. Далі вглиб храму — бабинець, який відгороджений від молитовного залу по боках і по стелі дошками завширшки 20 см. Іншу частину будівлі — дві третини — займав молитовний зал з піднятою середньою частиною стелі. Вона розписана малюнками рослинного орнаменту і написами. В залі лавки, ренесансний гехал із сувоями Тори, килими, декоративні тканини, книги на пергаменті.
Детальніші описи подали автори, які відвідували кенасу в ХІХ — на початку XX столітті. Шотландець Гендерсон у 1821 році писав, що кенаса вміщує до 200 осіб. Вхід до храму вів до галереї для жінок, яка відділена від основного молитовного залу тонкою перегородкою. Та перегородка мала отвір, щоб жінки могли спостерігати за службою.

Інтер'єр

| | \| Напроти входу на західній стіні був зафіксований Ковчег Заповіту з Торою. Лицева сторона була закрита завісою завдовжки 2,4 метри і 0,75 метра завширшки. Крім цієї завіси було дві менші по боках, які накривали молитовники та інші книги, які використовував Рабин. Поруч із Ковчегом була маленька читальна дошка, яка формою нагадувала підставку для нот, за якою левит допомагав служити певні частини служби. Посередині храму стояв синій квадратний стіл, накритий двома скатертинами. Одна шерстяна різнокольорова, інша - розкішно вишита і орнаментована. На кожній стороні столу стояв семисвічник з восковими свічками. По кенасі розташовувалися читальні дошки з комірками для книжок, які використовувалися під час служби. \| |
| — Писав Ебенезер Гендерсон про візит кенаси у 1821 році. | |
| Напроти входу на західній стіні був зафіксований Ковчег Заповіту з Торою. Лицева сторона була закрита завісою завдовжки 2,4 метри і 0,75 метра завширшки. Крім цієї завіси було дві менші по боках, які накривали молитовники та інші книги, які використовував Рабин. Поруч із Ковчегом була маленька читальна дошка, яка формою нагадувала підставку для нот, за якою левит допомагав служити певні частини служби. Посередині храму стояв синій квадратний стіл, накритий двома скатертинами. Одна шерстяна різнокольорова, інша - розкішно вишита і орнаментована. На кожній стороні столу стояв семисвічник з восковими свічками. По кенасі розташовувалися читальні дошки з комірками для книжок, які використовувалися під час служби. | |

Детальний опис зробив етнограф Смолінський у 1908 році. Зокрема, він велику увагу звернув на Арон Га-кодеш. За описом Смолінського, Арон Га-кодеш складався із трьох частин, прикрашений колонами коринфського ордеру та різьбленням. Старовинні пергаментні сувої Тори в шовкових чохлах зберігалися в окремому відділенні. На розкішно оздоблених дверцятах — слова з Біблії. Сувої Тори прикрашені срібними дощечками XV-XVIII століть з тонкими срібними указками для читання Тори. Зверху на них дві корони, майстерно зроблені зі срібла.
На стінах архітектурна мозаїка. В кенасі над Арон га-кодешем висліа меморіальна дошка з гербом Російської імперії і написом, в якому громада прославляла царя Миколу І за звільнення від військової повинності караїмських газанів.
Всередині облаштування цієї святині перенасичене прикрасами чисто східного характеру, вважав Смолінський.

## Галерея

Арон Га-кодеш у кенасі
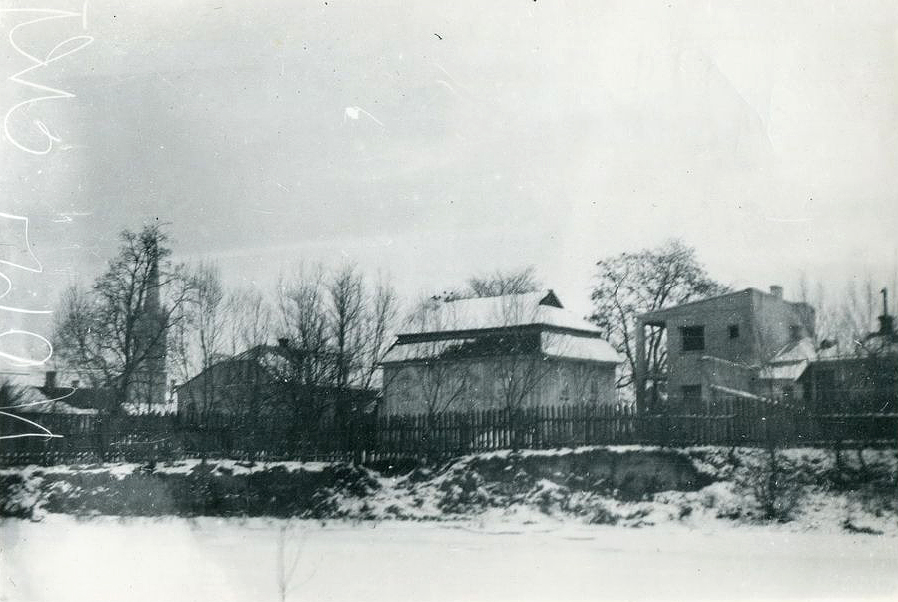
Кенаса над річкою Стир, кінець 1930-х років
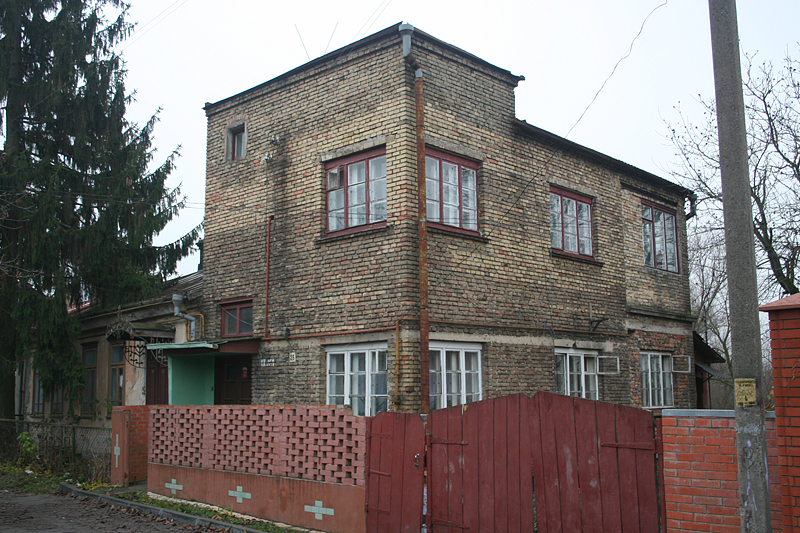
Будинок на вулиці Караїмській в Луцьку